# Грамата
Грамата (грамота или повеља) потиче од грчке ријечи „gramma” (слово) и означава:
- владарско писмо, повељу;
- исправу којом се дају неке повластице.

Касније, од почетка 18. вијека, у Црној Гори ријеч „грамата” се везује за руска царска писма (грамата цара Петра Великог владици  Данилу Петровићу из 1711. године, са позивом у рат против Османског царства, рачуна се за почетак руско-црногорских дипломатских односа).